# Julija Snigir'
Julija Viktorovna Snigir' (in russo Юлия Викторовна Снигирь; Donskoj, 2 giugno 1983) è un'attrice e modella russa.

## Filmografia
- Dolina Roz, regia di Dmitrij Čerkasov (2011)
- Il caso Rasputin (Raspoutine), regia di Josée Dayan – film TV (2011)
- Atomnyj Ivan, regia di Vasilij Barchatov (2012)
- Kokoko, regia di Dunya Smirnova (2012)
- Die Hard - Un buon giorno per morire (A Good Day to Die Hard), regia di John Moore (2013)
- Freezer, regia di Mikael Salomon (2014)
- Velikaya – serie TV, 5 episodi (2015)
- Krovavaja Barinja – serie TV, 15 episodi (2018)
- The New Pope – serie TV, episodio 1x07 (2020)
- Woland 2022